# Ukko-Pekka Luukkonen
Pour les articles homonymes, voir Luukkonen.
Ukko-Pekka Luukkonen (né le 9 mars 1999 à Espoo en Finlande) est un joueur professionnel finlandais de hockey sur glace. Il évolue au poste de gardien de but.

## Biographie

### Carrière en club
Formé au Jää-Ahmat, il rejoint les équipes jeunes du HPK en 2014. En 2018, il joue son premier match dans la Liiga avec le HPK. Lors du repêchage d'entrée dans la LNH 2017, il est choisi au 2e tour, à la 54e position au total par les Sabres de Buffalo. Il est choisi au premier tour, en troisième position par les Wolves de Sudbury lors de la sélection européenne 2018 de la Ligue canadienne de hockey. En 2018, il part en Amérique du Nord et évolue une saison dans la Ligue de hockey de l'Ontario avec les Wolves. En 2019, il passe professionnel avec les Americans de Rochester, club-école des Sabres dans la Ligue américaine de hockey. Le 23 avril 2021, il joue son premier match dans la Ligue nationale de hockey avec les Sabres face aux Bruins de Boston.
À sa dernière année de son contrat d'entrée dans la LNH, il obtient 27 victoires en 54 matchs, présente une moyenne de buts alloués de 2,57 et un pourcentage d'arrêt de 91 %. Le 24 juillet 2024, les Sabres lui font confiance en lui octroyant un contrat de 23,75 millions $ pour cinq ans.

### Carrière internationale
Il représente la Finlande en sélections jeunes. Il remporte la médaille d'or lors du championnat du monde moins de 18 ans 2016. En 2025, il représente l’équipe finlandaise lors de la Confrontation des 4 nations.

### Statistiques en club
| Saison    | Équipe                 | Ligue    |    | Saison régulière | Saison régulière | Saison régulière | Saison régulière | Saison régulière | Saison régulière | Saison régulière | Saison régulière | Saison régulière | Saison régulière | Saison régulière |   | Séries éliminatoires | Séries éliminatoires | Séries éliminatoires | Séries éliminatoires | Séries éliminatoires | Séries éliminatoires | Séries éliminatoires | Séries éliminatoires | Séries éliminatoires | Séries éliminatoires |
| Saison    | Équipe                 | Ligue    | PJ | V                | D                | Pr/N             | Min              | BC               | Moy              | % Arr            | Bl               | Pun              | A                | PJ               | V | D                    | Min                  | BC                   | Moy                  | % Arr                | Bl                   | Pun                  | A                    |                      |                      |
| 2018-2019 | Wolves de Sudbury      | LHO      | 53 | 38               | 11               | 2                | 3 078            | 128              | 2,50             | 92,0             | 6                | 4                | 2                | 8                | 4 | 3                    | 514                  | 28                   | 3,27                 | 90,6                 | 0                    | 0                    | 0                    |                      |                      |
| 2018-2019 | Americans de Rochester | LAH      | 1  | 1                | 0                | 0                | 60               | 2                | 2,00             | 94,1             | 0                | 0                | 0                | -                | - | -                    | -                    | -                    | -                    | -                    | -                    | -                    | -                    |                      |                      |
| 2019-2020 | Americans de Rochester | LAH      | 10 | 3                | 4                | 3                | 610              | 32               | 3,15             | 87,4             | 0                | 0                | 0                | -                | - | -                    | -                    | -                    | -                    | -                    | -                    | -                    | -                    |                      |                      |
| 2019-2020 | Cyclones de Cincinnati | ECHL     | 23 | 12               | 7                | 3                | 1 338            | 50               | 2,24             | 91,2             | 3                | 0                | 0                | -                | - | -                    | -                    | -                    | -                    | -                    | -                    | -                    | -                    |                      |                      |
| 2020-2021 | TPS Turku              | SM-liiga | 13 | 6                | 3                | 4                | 787              | 33               | 2,52             | 90,8             | 0                | 10               | 1                | -                | - | -                    | -                    | -                    | -                    | -                    | -                    | -                    | -                    |                      |                      |
| 2020-2021 | Americans de Rochester | LAH      | 14 | 7                | 5                | 2                | 817              | 49               | 3,60             | 88,8             | 0                | 0                | 0                | -                | - | -                    | -                    | -                    | -                    | -                    | -                    | -                    | -                    |                      |                      |
| 2020-2021 | Sabres de Buffalo      | LNH      | 4  | 1                | 3                | 0                | 217              | 14               | 3,88             | 90,6             | 0                | 0                | 0                | -                | - | -                    | -                    | -                    | -                    | -                    | -                    | -                    | -                    |                      |                      |
| 2021-2022 | Americans de Rochester | LAH      | 35 | 15               | 14               | 6                | 2 032            | 111              | 3,28             | 90,0             | 1                | 0                | 2                | -                | - | -                    | -                    | -                    | -                    | -                    | -                    | -                    | -                    |                      |                      |
| 2021-2022 | Sabres de Buffalo      | LNH      | 9  | 2                | 5                | 2                | 503              | 23               | 2,74             | 91,7             | 0                | 0                | 0                | -                | - | -                    | -                    | -                    | -                    | -                    | -                    | -                    | -                    |                      |                      |
| 2022-2023 | Americans de Rochester | LAH      | 9  | 6                | 3                | 0                | 527              | 27               | 3,07             | 89,8             | 0                | 2                | 1                | -                | - | -                    | -                    | -                    | -                    | -                    | -                    | -                    | -                    |                      |                      |
| 2022-2023 | Sabres de Buffalo      | LNH      | 33 | 17               | 11               | 4                | 1 910            | 114              | 3,58             | 89,2             | 0                | 2                | 1                | -                | - | -                    | -                    | -                    | -                    | -                    | -                    | -                    | -                    |                      |                      |
| 2023-2024 | Sabres de Buffalo      | LNH      | 54 | 27               | 22               | 4                | 3 081            | 132              | 2,57             | 91,0             | 5                | 8                | 1                | -                | - | -                    | -                    | -                    | -                    | -                    | -                    | -                    | -                    |                      |                      |

## Trophées et honneurs personnels
- Championnat du monde moins de 18 ans :
  - 2016 : nommé dans l'équipe des étoiles.
- LHO :
  - 2018-2019 : remporte le Trophée Jim-Rutherford.
  - 2018-2019 : remporte le Trophée Red-Tilson.
  - 2018-2019 : nommé dans la première équipe des étoiles.
- ECHL :
  - 2019-2020 : participe au match des étoiles.